# Турнье, Марсель
Марсель Люсьен Турнье (фр. Marcel Lucien Tournier; 5 июня 1879, Париж — 18 мая 1951, там же) — французский арфист, композитор, музыкальный педагог.
Сын Джозефа Алексиса Турнье (1842–1920), мастера струнных инструментов. До 16 лет учился игре на фортепиано, однако затем поступил в класс Альфонса Хассельманса в Парижской консерватории. Одновременно учился и композиции у Шарля Мари Видора. В 1909 г. Турнье стал лауреатом Римской премии за кантату «Русалка» (фр. La Roussalka), в 1912 г. был приглашён занять место Хассельманса в классе арфы Парижской консерватории, профессором которой оставался до 1948 г.
Композиторское наследие Турнье включает широкий круг симфонической и камерной музыки, особенно сочинения для арфы соло и в ансамбле.